# Danny Way

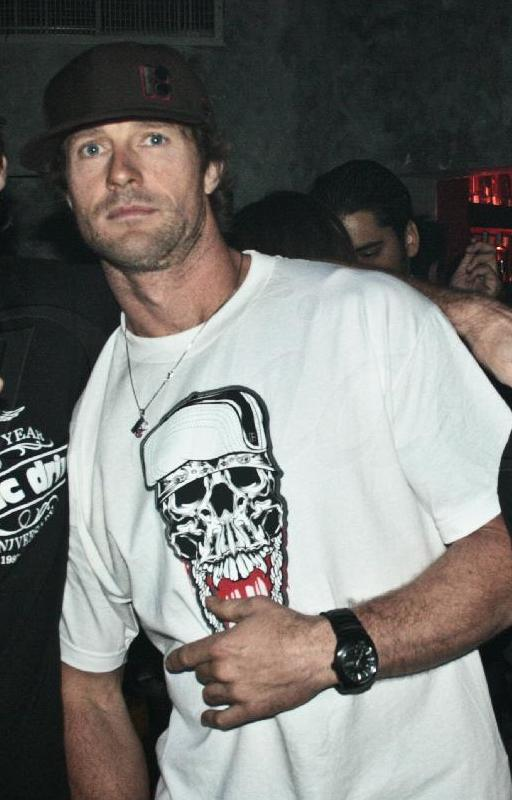
Danny Way (2007)

Danny Way (* 15. April 1974 in Portland, Oregon) ist ein US-amerikanischer Profi-Skateboarder. Er erfand das Konzept für die Megarampe und sprang 2005 als erster Skateboarder ohne motorisierte Hilfsmittel über die chinesische Mauer.

## Leben
Mit 16 wurde Way von einer Firma namens H-Street gesponsert, welche er jedoch bald verließ, um Blind beizutreten, welche er aber auch ein Jahr später verließ, um mit H-Street Co-Gründer Mike Ternasky eine eigene Firma mit dem Namen Plan B ins Leben zu rufen. Bereits 1991 wurde Way Skater des Jahres im Thrasher Magazine. Eine Reihe an Videos wurden daraufhin produziert, bis er sich bei einem Surfunfall das Genick brach und ein Jahr aussetzen musste.
1995 kam er wieder zum Sport zurück und gewann die Tampa Pro Vert Competition, zwei Jahre später brach er auch den Weltrekord für den höchsten Sprung auf einem Skateboard. Zwischen 1999 und 2002 musste sich Way mehrerer Operationen unterziehen (fünf Knie- und zwei Schulteroperationen), welche jedoch alle erfolgreich verliefen. Danach konstruierte er die erste Megaramp, in welcher er auch einen weiteren Rekord von 5,6 m Höhe aufstellte.
Am 19. Juni 2003 stellte er auf der zweiten Rekonstruktion der Rampe weitere Rekorde auf, darunter höchster Christ Air, höchster McTwist und höchster Fast Plant. Das Videomaterial erschien auf dem gut verkauften DC Video. Bei den sechsten Transworld Skateboarding Awards gewann er den Titel für besten Athleten im Vert-Style. 2004 gewann er den ersten Big Air Contest bei den X-Games in Los Angeles, wo er ebenso wieder Rekorde brach (neuer Weitenrekord). Im selben Jahr auch erhielt er das zweite Mal den Titel für Skateboarder des Jahres vom Thrasher Magazine.
Am 9. Juni 2005 sprang er als erster Mensch ohne motorisierte Hilfe, also nur mit seinem Skateboard über die chinesische Mauer. Ein Jahr später gewann er auch wieder Gold bei den X-Games in der Big Air Disziplin, indem er über eine 70 Fuß lange Grube (Gap) sprang, das Manöver wurde mit einem Backflip abgerundet.
Bei den 14. X-Games im Jahr 2008 schlug Danny Way mit beiden Schienbeinen auf den Rand der Quarterpipe auf. Obwohl er nur mit Hilfe von der Rampe humpeln konnte, sprang er einige Minuten später den geplanten Trick und belegte den zweiten Platz.
Danny Way wird schon seit langem von DC Shoes gesponsert, welche auch von seinem Bruder mitgegründet wurde. Deshalb bekommt er nahezu jedes Jahr sein eigenes Pro-Model, welches weltweit verkauft wird.
Er ist zudem in den Videospielen Skate, Skate 2 und Skate 3 als (auch spielbarer) Charakter anzutreffen. Des Weiteren veröffentlicht er seine Stunts per Video im Internet als Skate-Podcasts und erreicht so seine Fans millionenfach mit immer neuen Aktionen. 2020 hatte er geplant, da ab diesem Jahr erstmals das Skateboard eine olympische Disziplin ist, die Olympischen Spiele in Tokio mit einem Stunt eröffnen, was jedoch aufgrund der Covid-19-Pandemie verschoben werden musste.